# 장형일
장형일(張亨一, 1938년 7월 17일 ~ 2013년 10월 26일)은 대한민국의 드라마 연출감독이다.

## 생애
충청북도 괴산에서 태어났으며, 성균관대 정치외교학과를 중퇴하였다. 1962년 영화감독 신상옥 문하에 입문하여 1971년 KBS에 입사하였다. 드라마 《개국》, 《멀고 먼 사람들》, 《등신불》, 《안중근》, 《형제의 강》, 《덕이》, 《야인시대》, 《장길산》, 《북만벌》, 《칼을 가는 나그네》, 《백야 김좌진 장군》등 연출하였다. 2011년 연출감독 김재형의 사망 이후 현역 최고령 연출감독으로 활동하다 2013년 10월 26일 향년 76세의 나이로 사망하였다. 발인은 10월 29일이며, 묘는 용인시 용인공원에 안장되었다.

## 작품 목록
- 1979년 KBS 《대한국인》
- 1982년 KBS2 《서운의 지붕 밑》
- 1983년 KBS1 《개국》
- 1985년 KBS1 《가시고기》
- 1989년 KBS1 《녹색 신기루》
- 1989년 KBS2 《절반의 실패》
- 1989년 KBS2 《끝없는 사랑》
- 1991년 KBS2 《교토 25시》
- 1996년 SBS 《안중근》
- 1996년 SBS 《형제의 강》
- 1997년 SBS 《약속》
- 2000년 SBS 《덕이》
- 2002년 SBS 《야인시대》
- 2004년 SBS 《장길산》
- 1981년, 2006년 KBS 《등신불》
- 2012년 채널A 《불후의 명작》

## 경력
- KBS 드라마본부 제작위원
- SBS 드라마본부 제작위원

## 수상 경력
- 2002년 SBS 연기대상 - PD 부문 특별상
- 2001년 백상예술대상 - 연출상
- 1997년 공보처장관 표창[4]
- 1982년 독일 후투르 상
- 1982년 백상 예술 대상 - 최우수상
- 1982년 한국 방송 대상 - 연출상

## 같이 보기
- 김재형
- 김종학